# Oduzimač
U elektronici, oduzimač može biti izrađen na osnovu istog pristupa kao kod sabirača. Proces binarnog oduzimanja je sažet ispod. Kao kod sabirača, u opštem slučaju izračunavanja više-bitnih brojeva, tri bita su uključena u obavljanju oduzimanja za svaki bit razlike: umanjenik ({\displaystyle X_{i}}), umanjilac ({\displaystyle Y_{i}}), i pozajmnljuju od prethodne (manje značajne) bit pozicije ({\displaystyle B_{i}}). Izlazi su različitog bita ({\displaystyle D_{i}}) i pozajmljen bit {\displaystyle B_{i+1}}. Da bi se najbolje razumeo oduzimač uzimamo u obzir to da umanjilac i oba pozajmljena bita imaju negativne težine, dok su X i D bitovi pozitivni. Operacija koju obavlja oduzimač je da prepiše {\displaystyle X_{i}-Y_{i}-B_{i}} (što može uzimati vrednosti -2, -1, 0 ili 1) kao zbir {\displaystyle -2B_{i+1}+D_{i}}.
{\displaystyle D_{i}=X_{i}\oplus Y_{i}\oplus B_{i}}
{\displaystyle B_{i+1}=X_{i}<(Y_{i}+B_{i})}
Oduzimači se obično sprovode u okviru binarnog sabirača, samo za malu cenu, kada se koristi standardna two's complement notacija, obezbeđivanjem sabiranje / oduzimanje selektora, da dostavi i invertuje drugog operanda.
{\displaystyle -B={\bar {B}}+1}
{\displaystyle {\begin{alignedat}{2}A-B&=A+(-B)\\&=A+{\bar {B}}+1\\\end{alignedat}}}

## Polu oduzimač
Polu-oduzimač je kombinaciono kolo koje se koristi da izvrši oduzimanje od dva bita. Ono ima dva ulaza, X (umanjenik) i Y (umanjilac), i dva izlaza D (difference) i B (borrow).

### Tablica istinitosti
Tablica istinitosti za polu-oduzimač je data ispod.
| X | Y | D | B |
| - | - | - | - |
| 0 | 0 | 0 | 0 |
| 0 | 1 | 1 | 1 |
| 1 | 0 | 1 | 0 |
| 1 | 1 | 0 | 0 |

Iz gore navedenog, možemo da nacrtamo Karnoovu kartu za "difference" i "borrow".
Dakle, logička jednačina glasi:
{\displaystyle D=y\oplus x}
{\displaystyle B={\overline {x}}\cdot y}

## Pun oduzimač
Pun-oduzimač je kombinaciono kolo koje se koristi da izvrši oduzimanje od tri bita. Ono ima tri ulaza, X (umanjenik) i Y(umanjilac) and Z (umanjilac) i dva izlaza, D (difference) i B (borrow).
 (ne brinite za znak)

### Tablica istinitosti
Tablica istinitosti za pun-oduzimač je data ispod.
| X | Y | Z | D | B |
| - | - | - | - | - |
| 0 | 0 | 0 | 0 | 0 |
| 0 | 0 | 1 | 1 | 1 |
| 0 | 1 | 0 | 1 | 1 |
| 0 | 1 | 1 | 0 | 1 |
| 1 | 0 | 0 | 1 | 0 |
| 1 | 0 | 1 | 0 | 0 |
| 1 | 1 | 0 | 0 | 0 |
| 1 | 1 | 1 | 1 | 1 |

Dakle, logička jednačina glasi:
{\displaystyle D=X\oplus Y\oplus Z}
 

{\displaystyle B=Z\cdot ({\overline {X\oplus Y}})+{\overline {X}}\cdot Y}

## Spoljašnje veze
- [мртва веза]